# Yasmin Murphy
Yasmin Murphy, född den 7 augusti 1994 i Birmingham, är en brittisk före detta barnskådespelare. Hon spelade rollen som Maggie i filmen Från andra sidan (Frágiles) från 2005, i vilken hennes karaktär lider av cystisk fibros. 